# Frans Dhia Putros
Frans Dhia Putros (arab. فرانس بطرس; ur. 14 lipca 1993 w Aarhus) – iracki piłkarz grający na pozycji środkowego obrońcy. Od 2022 jest zawodnikiem klubu Port FC.

## Kariera piłkarska
Swoją karierę piłkarską rozpoczął w klubie IK Skovbakken. W 2004 roku podjął treningi w juniorach Aarhus GF, a w 2012 awansował do pierwszego zespołu. 16 listopada 2012 zadebiutował w nim w Superligaen w przegranym 0:2 domowym meczu z FC Nordsjælland. W Aarhus grał do końca 2013 roku.
Na początku 2014 roku przeszedł do Silkeborgu. Swój debiut w nim zaliczył 2 października 2013 w przegranym 0:3 wyjazdowym meczu z Vejle BK. w sezonie 2013/2014 awansował z Silkeborgiem z 1. division do Superligaen. Z kolei w sezonie 2014/2015 spadł z Silkeborgiem z Superligaen.
Zimą 2016 został zawodnikiem klubu FC Fredericia. Swój debiut w nim zanotował 10 marca 2016 w wygranym 1:0 wyjazdowym meczu z Silkeborgiem. Zawodnikiem Fredericii był do końca 2017.
W 2018 roku przeszedł do Hobro IK. W nim zadebiutował 12 lutego 2018 w przegranym 0:1 domowym meczu z Aarhus GF.
W 2020 Putros został piłkarzem Viborgu FF. Podpisał z klubem kontrakt do lata 2022 roku.
| Sezon   | Klub          | Kraj      | Rozgrywki     | Mecze | Gole |
| ------- | ------------- | --------- | ------------- | ----- | ---- |
| 2012/13 | Aarhus GF     | Dania     | Superligaen   | 2     | 0    |
| 2013/14 | Aarhus GF     | Dania     | Superligaen   | 1     | 0    |
| 2013/14 | Silkeborg IF  | Dania     | 1. division   | 16    | 0    |
| 2014/15 | Silkeborg IF  | Dania     | Superligaen   | 12    | 0    |
| 2015/16 | Silkeborg IF  | Dania     | 1. division   | 0     | 0    |
| 2015/16 | FC Fredericia | Dania     | 1. division   | 12    | 2    |
| 2016/17 | FC Fredericia | Dania     | 1. division   | 29    | 3    |
| 2017/18 | FC Fredericia | Dania     | 1. division   | 17    | 8    |
| 2017/18 | Hobro IK      | Dania     | Superligaen   | 10    | 1    |
| 2018/19 | Hobro IK      | Dania     | Superligaen   | 19    | 0    |
| 2019/20 | Hobro IK      | Dania     | Superligaen   | 10    | 0    |
| 2019/20 | Viborg FF     | Dania     | 1. division   | 7     | 0    |
| 2020/21 | Viborg FF     | Dania     | 1. division   | 12    | 1    |
| 2021/22 | Viborg FF     | Dania     | Superligaen   | 27    | 0    |
| 2022/23 | Port FC       | Tajlandia | Thai League 1 | 25    | 2    |
| 2023/24 | Port FC       | Tajlandia | Thai League 1 |       |      |

## Kariera reprezentacyjna
Grał w młodzieżowych reprezentacjach Danii. W reprezentacji Iraku zadebiutował 4 sierpnia 2018 w wygranym 3:0 towarzyskim meczu z Palestyną. W 2019 roku został powołany do kadry na Puchar Azji 2019.